# Christian Hincker
Christian Hincker (Straatsburg, 27 december 1967) is een Frans striptekenaar. Hij werkt onder het pseudoniem Blutch. In 2009 won hij de grote prijs van het Internationaal stripfestival van Angoulême.

## Jeugd
Christian Hincker kreeg als jongen al de bijnaam Blutch, naar de korporaal uit de stripreeks De blauwbloezen. Over zijn jeugd schreef hij de strip Kleine Christiaan. Hij volgde een vierjarige opleiding Arts-Décos. Zijn debuut debuut als striptekenaar maakte hij met een wedstrijd georganiseerd door het striptijdschrift Fluide Glacial.

## Strips
- Kleine Christiaan, 2 delen (L'Association, Nederlandse vertaling Oog & Blik / De Bezige Bij)
- La beauté (Futuropolis)
- Donjon Monster - 7 (scenario Sfar en Trondheim) (Delcourt)
- Cétait le bonheur (Futuropolis)
- Blotch, 2 delen (Fluide Glacial)
- Rapido Moderna (Dupuis)